# 天主教希庫蒂米教區
天主教希庫蒂米教區（拉丁語：Dioecesis Chicoutimiensis）是加拿大一個羅馬天主教教區，屬魁北克總教區。1878年5月28日升為教區。
教區位於魁北克薩格內-聖約翰湖，2006年有教友258,085人，佔轄區總人口99.1%。教區下轄七十個堂區，有181名司鐸。現任教區主教為安德肋·里夫斯特。